# Ed McKeever

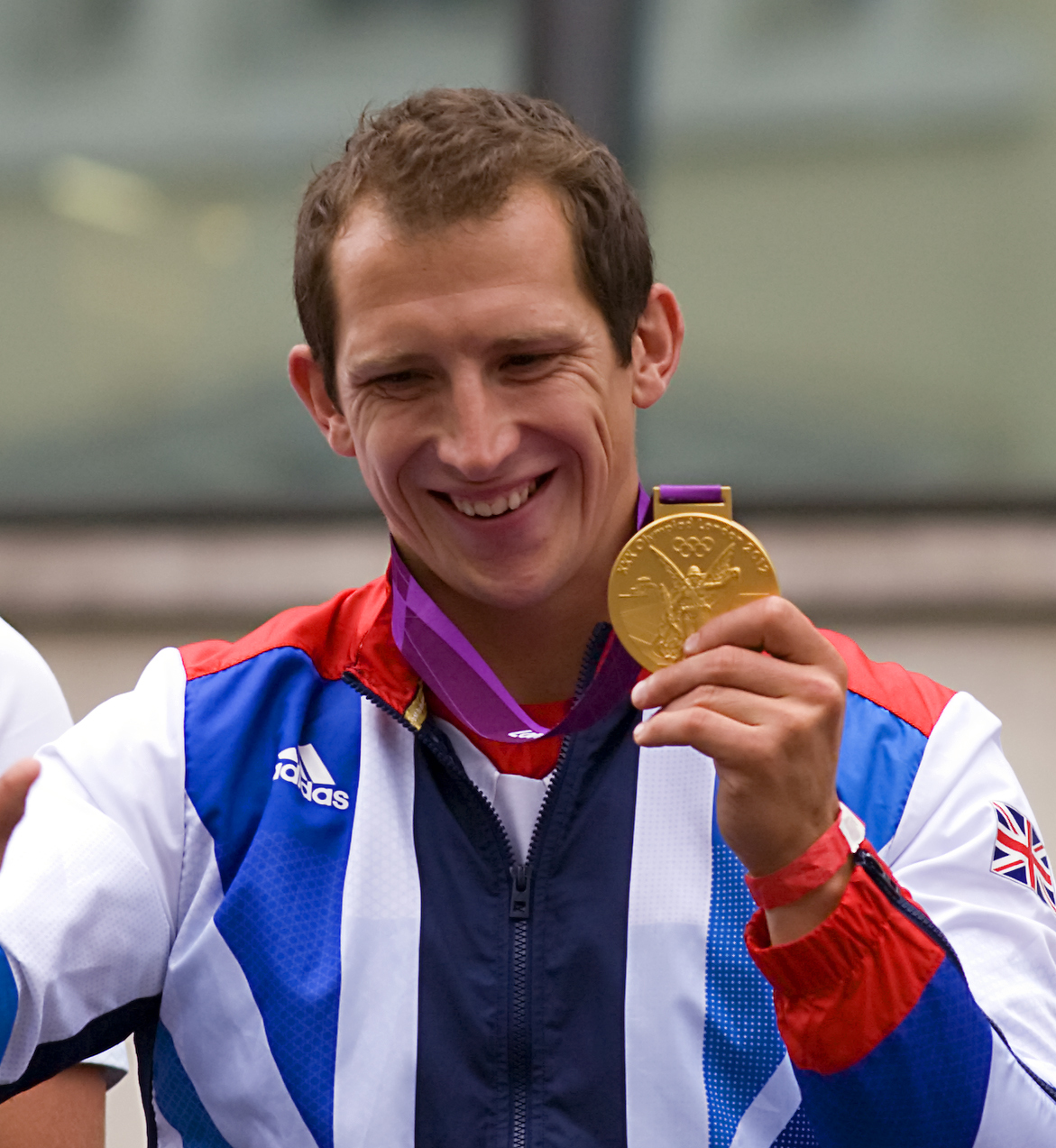
Ed McKeever mit der Goldmedaille bei den Olympischen Sommerspielen 2012

Edward Daniel McKeever (* 27. August 1983 in Bath) ist ein britischer Kanute. Seine Spezialdisziplin sind die 200 Meter im Einer-Kajak.

## Karriere
Seine ersten internationalen Erfolge feierte McKeever im Jahr 2010. Bei den Kanurennsport-Europameisterschaften 2010 im spanischen Tresona gewann er die Goldmedaille im K1 über 200 Meter. Bei den Weltmeisterschaften in Posen gewann er ebenfalls Gold über diese Strecke und Silber in der Staffel. Bei den Europameisterschaften 2011 in Belgrad wurde er Dritter über seine Spezialstrecke, die Weltmeisterschaften 2011 beendete der Titelverteidiger auf dem zweiten Platz hinter dem Polen Piotr Siemionowski.
Im Jahr 2012 wurde McKeever zunächst erneut dritter bei den Europameisterschaften in Zagreb. Die Olympischen Sommerspiele 2012 beendete er im Einer-Kajak über 200 Meter als Erster und wurde Olympiasieger, sein bisher größter Erfolg.
Bei den Kanurennsport-Weltmeisterschaften 2014 in Moskau holte er Bronze sowohl im Einer-Kajak über 200 Meter als auch bei der 4-mal-200-Meter-Staffel mit Kristian Reeves, Jonathan Schofield und Liam Heath.
Aufgrund seiner sportlichen Leistungen wurde er 2013 zum Member of the Order of the British Empire ernannt.
Im Jahr 2012 heiratete McKeever seine langjährige Freundin.